# Pokój 205
Pokój 205 (niem. 205 - Zimmer der Angst) – niemiecki horror z 2011 roku w reżyserii Rainera Matsutani. Wyprodukowany przez Kinowelt.

## Opis fabuły
Studentka Katrin (Jennifer Ulrich) zamieszkuje w zaniedbanym akademiku. Nie zważając na plotki, zajmuje pokój, którego poprzednia lokatorka, Annika (Julia Dietze), zniknęła bez śladu. Wkrótce okazuje się, że dziewczyna została zgwałcona i zamordowana. Jej duch, uwięziony w lustrze, szuka krwawej zemsty.

## Obsada
- Jennifer Ulrich jako Katrin Nadolny
- André Hennicke jako komisarz Urban
- Inez Bjørg David jako Carmen
- Tino Mewes jako Dirk
- Julia Dietze jako Annika
- Florian Jahr jako Niko
- Marleen Lohse jako Sanne
- Hans Uwe Bauer jako ojciec Katrin
- Lucy Ella von Scheele jako Beatrice
- Daniel Roesner jako Christian

i inni